# Прес

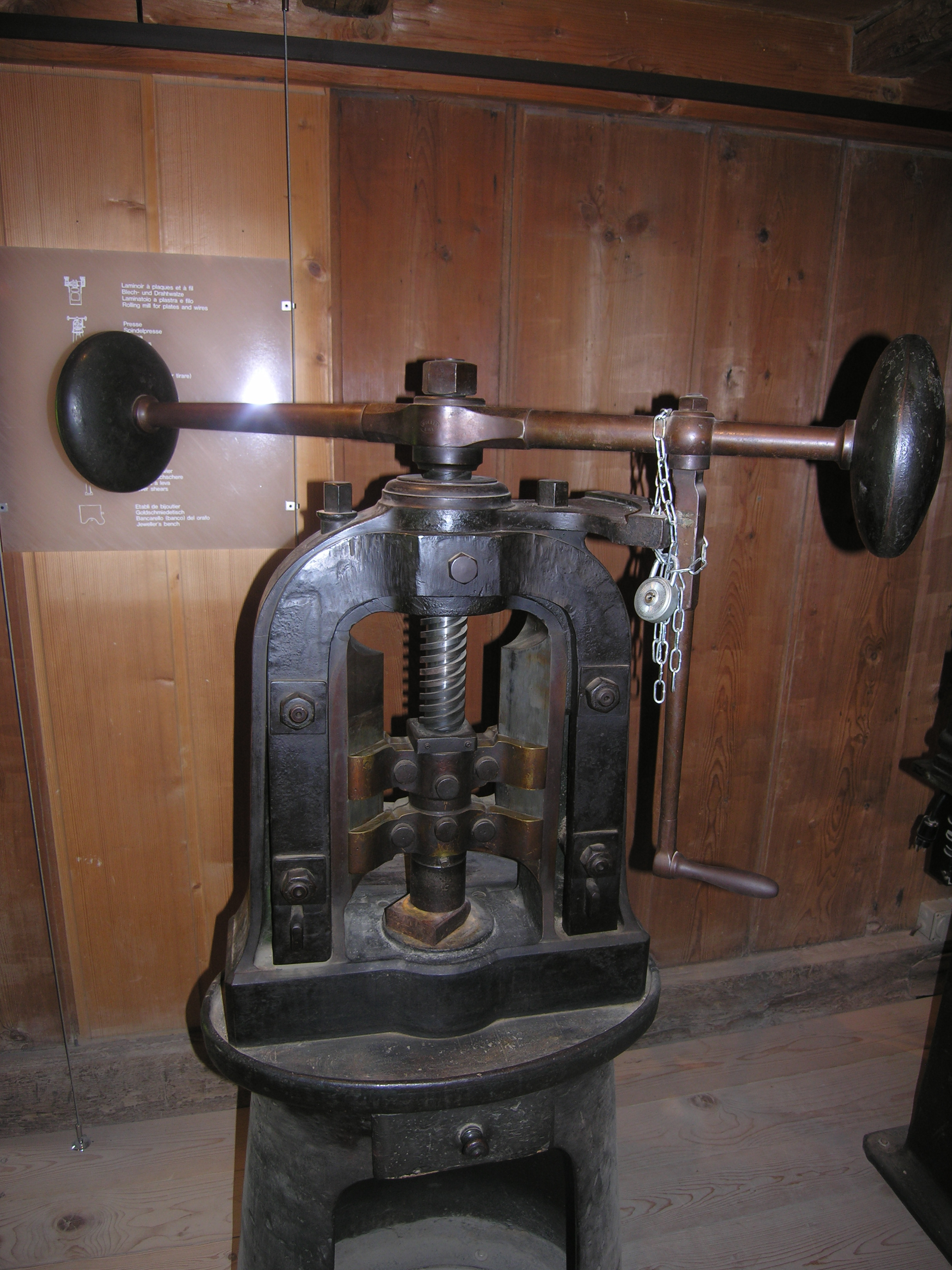
Ручний ковальський прес

Машинний прес із закріпленим захисним екраном

Прес (фр. Presse) — машина статичної (неударної) дії для обробки матеріалів тиском. Механізм для створення зусилля задля ущільнення речовини, зневоднення, зміни форми, піднімання і переміщення важких предметів.
Зусилля стиску в тілах, які пресуються, створюються з метою:
- а) зміни форми (наприклад, штампувальні преси);
- б) грудкування дрібнодисперсних та порошкоподібних матеріалів (наприклад, за допомогою брикетних пресів);
- в) зменшення об'єму пухких речовин (наприклад, пакетувальні преси);
- г) розділення тіл, які знаходяться в різних агрегатних станах (наприклад, зневоднювальні фільтр-преси);
- д) з'єднання деталей під великим тиском (складальні операції);
- е) механічних випробувань металів, кристалів тощо

Для преса притаманне поступове наростання робочого тиску і жорстке з'єднання робочого органу з приводом. За способом приведення в дію розрізняють гідравлічні, механічні та гідромеханічні П. Зусилля, які розвиваються найпотужнішими пресами, досягають близько 750 МН. Див. брикетний прес, фільтр-прес.

## Класифікація
За конструктивними особливостями розрізняють такі преси:
- клинові,
- пробивні,
- листозгинальні,
- гвинтові,
- важільні,
- гідравлічні,
- ексцентрикові.

За призначенням:
- Брикетний прес
- Прес кулінарний
- Сокочавиль — прес для соку
- Прес-підбирач — для формування тюків сіна